# Bataliony Budowlane Luftwaffe Hiwisów
Bataliony Budowlane Luftwaffe Hiwisów, niem. Luftwaffen-Bau-Bataillonen (Hiwi) - naziemne oddziały pomocnicze Luftwaffe złożone z Hiwisów podczas II wojny światowej
Luftwaffe od 1940 r. na terytorium Rzeszy miała 3-kompanijne pomocnicze Bau-Bataillonen, wykonujące zadania budowlane. Istniały one w każdym okręgu wojskowym Luftwaffe. W II poł. 1943 r. zostały sformowane cztery bataliony budowlane, złożone z Hiwisów, czyli b. czerwonoarmistów, służących jako pomocnicy w armii niemieckiej.
- Luftwaffen-Bau-Bataillon 227./XI (Hiwi)

Został utworzony latem 1943 r. na bazie sztabu Luftwaffen-Bau-Bataillon 16./IV i trzech nowych kompanii Hiwisów. W poł. 1944 r. otrzymał nazwę Luftwaffen-Bau-Bataillon 227./XI (Lett.), gdyż składał się z Łotyszy. Na pocz. 1945 r. stacjonował w Szawlach.
- Luftwaffen-Bau-Bataillon 207./XII (Hiwi)

Został utworzony zimą 1943/1944 r. na bazie Luftwaffen-Bau-Bataillon 7./XII. Miał cztery kompanie. W styczniu 1945 r. stacjonował w Krakowie.
- Luftwaffen-Bau-Bataillon 201./XVII (Hiwi)

Został utworzony zimą 1943/1944 r. na bazie Luftwaffen-Ausbildungs-Bataillon (Hiwi) 1/Luftgau XXV i 1 Kompanii Luftwaffen-Bau-Bataillon 1./XVII. Miał trzy kompanie. W styczniu 1945 r. stacjonował w Częstochowie. Wojnę zakończył w Saaz w Sudetenland.
- Luftwaffen-Bau-Bataillon 207./XVII (Hiwi)

Został utworzony zimą 1943/1944 r. na bazie Luftwaffen-Ausbildungs-Bataillon (Hiwi) 2/Luftgau XXV i trzech kompanii Luftwaffen-Bau-Bataillon 7./XVII. W styczniu 1945 r. stacjonował w Częstochowie. Wojną zakończył w Schönhengstgau w Protektoracie Czech i Moraw.